# Silene saxatilis
Silene saxatilis är en nejlikväxtart som beskrevs av John Sims. 
Silene saxatilis ingår i släktet glimmar och familjen nejlikväxter. Inga underarter finns listade i Catalogue of Life.